# DaJuan Summers
DaJuan Michael Summers (Baltimora, 24 gennaio 1988) è un cestista statunitense.

## Carriera
È stato selezionato dai Detroit Pistons al secondo giro del Draft NBA 2009 (35ª scelta assoluta).

## Palmarès

### Squadra
- Campionato ucraino: 1

Budivelnyk Kiev: 2013-14
- Supercoppa italiana: 1

Siena: 2011

### Individuale
- All-NBDL Third Team:

2013